# Las amazonas (2016)
Las Amazonas é uma telenovela mexicana produzida por Salvador Mejía exibida pelo Las Estrellas entre 16 de maio a 7 de agosto de 2016, sucedendo Corazón que miente, e antecedendo Vino el amor. É um remake das telenovelas Las amazonas, Las dos Dianas, Quirpa de tres mujeres e Niña... amada mía produzidas em 1985, 1992, 1996 e 2003 respectivamente.
É protagonizada por Victoria Ruffo, Danna García, Andrés Palacios, César Évora, Grettell Valdéz, René Casados, Mariluz Bermúdez e Juan Pablo Gil e antagonizada por Natalia Guerrero, Guillermo García Cantú, Gabriela Vergara e da primeira atriz Jacqueline Andere.

## Enredo
Las Amazonas conta a história de um grande amor entre Inés (Victoria Ruffo) e Victoriano (César Évora), que, por idas e vindas do destino e a maldade de Loreto, foram separados.
Victoriano Santos e Inés Huerta se amaram quando eram muito jovens, Inés se entregou a Victoriano em uma noite no celeiro da pequena cidade onde viviam e ambos se juraram amor eterno.
Inés ficou grávida, mas não sabia quando ambos decidiriam fugir da pequena cidade para reconstruir uma nova vida juntos em Texcoco, onde um amigo de Victoriano que acumulou grande fortuna, Vicente Mendoza, estava disposto a ajudar o jovem casal a começar uma nova vida.
Victoriano e Vicente são amigos desde a infância, amizade que une também a Loreto Guzmán, que sempre lhes invejou. Vicente possui uma grande fortuna e Victoriano tem uma fortuna no amor, principalmente por Inés, a quem Loreto diz ter amado toda a sua vida. Mas Inés o vê apenas como um amigo.
Uma noite, quando Inés está voltando para casa, Loreto abusa dela. Depois desse ato criminoso, Inés muda sua forma de ser com Victoriano, que não entende o que estava acontecendo com sua amada.
Quando Inés descobre que está grávida, acredita que a criança é fruto do abuso que sofreu de Loreto, Victoriano já não a procura mais porque acredita que Inés ama Loreto. Enquanto isso, Vicente ajuda Victoriano a se estabelecer emprestando dinheiro para este construir uma casa modesta e um pequeno celeiro onde tem duas vacas.
Com o passar do tempo Victoriano consegue liquidar sua dívida econômica com Vicente e cresce economicamente, cria sua primeira loja e acumula uma fortuna. Grato a Vicente, que tem passado por má gestão, Victoriano começa a lhe emprestar dinheiro e Vicente, para liquidar sua dívida, lhe dá como pagamento sua fazenda.
Agora Diana, Cassandra e Constanza, filhas de Victoriano, buscarão sua própria felicidade.

## Elenco
| Ator/Atriz             | Personagem                                     |
| ---------------------- | ---------------------------------------------- |
| Victoria Ruffo         | Inés Huerta                                    |
| Danna García           | Diana Santos Luna Huerta                       |
| Andrés Palacios        | Alejandro San Román / Alejandro Santos Huerta  |
| César Évora            | Victoriano Santos                              |
| Grettell Valdez        | Casandra Santos Luna                           |
| René Casados           | Eduardo Mendoza Castro                         |
| Natalia Guerrero       | Lisete Quiroz                                  |
| Mariluz Bermúdez       | Constanza Santos Luna Huerta                   |
| Guillermo García Cantú | Loreto Guzmán Valdez                           |
| Jacqueline Andere      | Bernarda Castro Vda. de Mendoza                |
| Gabriela Vergara       | Déborah Piñeiro de Santos / Eugenia Villarroel |
| Juan Pablo Gil         | Emiliano Guzmán Huerta                         |
| Alfredo Adame          | Vicente Mendoza Castro                         |
| Liz Gallardo           | Montserrat                                     |
| Alex Sirvent           | Fabrizio Allende                               |
| Benjamín Rivero        | Melitón Meléndez                               |
| Alejandro Ruiz         | Alonso                                         |
| Alejandro Estrada      | Elías Villarroel                               |
| Boris Duflos           | Roberto "Robby" Montesinos                     |
| Mónica Ayos            | Diana María Luna de Santos / Diana Elisa Luna  |
| Eduardo Liñán          | Genaro Villa                                   |
| Héctor Cruz            | Ing. Bermúdez                                  |
| Marielena Zamora       | Jacinta Ruiz                                   |
| Palmeira Cruz          | Candela                                        |
| Rosita Pelayo          | Lucha                                          |
| Fernando Robles        | Artemio                                        |
| Marcia Coutiño         | Delia                                          |
| Miranda Kay            | María José San Román Quiroz "Marijo"           |
| Valentina de los Cobos | Sabina San Román Quiroz "Sabi"                 |
| Rafael del Villar      | Roberto                                        |
| Marcos Montero         | Aldo                                           |
| Flora Fernández        | Aniceta                                        |
| Carla Stefan           | Elvia                                          |
| Landon Jay             | Iván Villarroel                                |
| Saraí Meza             | Belén                                          |

## Prêmios e Indicações

### Premios TVyNovelas 2017
| Categoria               | Nomeado (a)      | Resultado |
| ----------------------- | ---------------- | --------- |
| Melhor reparto          | Salvador Mejía   | Nominado  |
| Melhor ator protagônico | Andrés Palacios  | Nominado  |
| Melhor primeiro ator    | César Évora      | Ganador   |
| Melhor atriz co-estelar | Grettell Valdez  | Nominada  |
| Melhor atriz joven      | Mariluz Bermúdez | Nominada  |
| Melhor ator joven       | Juan Pablo Gil   | Nominado  |

## Audiência
Em sua estreia marcou 18.4, estreando assim na meta. Sua maior audiência foi de 18.6 em seu nono capítulo. Seu último capítulo marcou apenas 18.3, índice inferior ao seu capítulo de estreia e a seu recorde. Sua média geral foi de 17 pontos, sendo considera mediana, em vista que a meta era 18 na época.

## Exibição Internacional
Las Estrellas
 América Televisión
 Telemicro
 Nova
 TCS Canal 2
 Bolivision
 Televicentro
 Canal 9
 Planet TV
 Zap Novelas
 Zap Novelas
 Canal 13
 Canal RCN
 Canal 3
 Latele
 Hayat TV
 Star Novela
 Canal 10
 Acasă TV
 Univision
 UniMas
 tv3
 Telenovela Channel